# Thomas de Ufford
Thomas de Ufford KG (ur. 1300/1306, zm. przed 1360) – angielski rycerz i krzyżowiec. Młodszy brat hrabiego Suffolk, Roberta de Ufforda.

## Kariera
Thomas był czwartym z sześciu synów pierwszego lorda Ufford, Roberta i Cecylii de Valognes. Nie są znane żadne szczegóły z życia Thomasa, aż do roku 1331. Pierwszą wzmiankę o Thomasie podaje w swojej kronice Wigand z Marburga, wymieniając go jako uczestnika-krzyżowca rejzy krzyżackiej przeciwko Litwinom. W tym samym roku brał także zapewne udział w walkach, toczonych przez Krzyżaków z Królestwem Polskim. Prawdopodobnie znalazł się wśród sił krzyżackich operujących pod Płowcami. Jako krzyżowiec miał gościć w państwie krzyżackim także w 1348.
Thomas za wierną służbę otrzymał z rąk króla Edwarda III Order Podwiązki i stał się członkiem najbliższego grona rycerzy-współpracowników monarchy. Z informacji przy jego zasługach wynika, że w 1340 wziął także udział w bitwie pod Sluys, w której dowodził jednym z okrętów.
Brak informacji na temat jego ewentualnego małżeństwa i potomstwa. Nie wiadomo także dokładnie kiedy i gdzie zmarł, jednak według ustaleń badaczy nastąpiło to ok. 1360.